# Anasigerpes nigripes
Anasigerpes nigripes es una especie de mantis de la familia Hymenopodidae.

## Distribución geográfica
Se encuentra en Costa de Marfil, Ghana y el Congo.